# Alhambra (Frederiksberg)
 For alternative betydninger, se Alhambra (flertydig). (Se også artikler, som begynder med Alhambra)
Alhambra var en forlystelseshave på Frederiksberg. Da Georg Carstensen vendte hjem efter Treårskrigen, røg han uklar med Tivolis ledelse og rejste først til Vestindien og siden til New York. Han kom hjem til København i 1855 og påbegyndte mellem Gl. Kongevej og Frederiksberg Allé et etablissement, der skulle konkurrere med Tivoli. Haven åbnede i 1857, efter Carstensens død, og lukkede efter 12 år.